# 14346 Zhilyaev
14346 Zhilyaev è un asteroide della fascia principale. Scoperto nel 1985, presenta un'orbita caratterizzata da un semiasse maggiore pari a 3,1657567 UA e da un'eccentricità di 0,1533660, inclinata di 1,66080° rispetto all'eclittica.